# جيمس دافيسون
جيمس دافيسون (بالإنجليزية: James Davison)‏ مواليد 28 أغسطس 1986، هو سائق فورملا 1 أسترالي.

## سباقات شارك فيها
- سلسلة إندي كار
- إنديانابوليس 500

## وصلات خارجية
- الموقع الرسمي